# Charles D. B. King
Charles Duncan Burgess King (født 12. marts 1875, død 4. september 1961) var præsident for Liberia i perioden 5. januar 1920 - 3. december 1930.